# Tylopelta gibbera
Tylopelta gibbera är en insektsart som beskrevs av Carl Stål. Tylopelta gibbera ingår i släktet Tylopelta och familjen hornstritar. Inga underarter finns listade i Catalogue of Life.